# Dåntorp
Dåntorp is een plaats in de gemeente Haninge in het landschap Södermanland en de provincie Stockholms län in Zweden. De plaats heeft 287 inwoners (2005) en een oppervlakte van 30 hectare. Dåntorp wordt omringd door naaldbos en er is een paardendrafbaan bij de plaats te vinden. De zuidelijke buitenwijken van de stad Stockholm liggen op minder dan vijf kilometer van het dorp.